# .460 Steyr
Die .460 Steyr ist eine Zentralfeuerpatrone des Waffenherstellers Steyr Mannlicher, welche für Scharfschützengewehre entwickelt wurde. Bei der Entwicklung wurden für das Militär wichtige Merkmale wie beispielsweise die Durchschlagskraft von Panzerung oder eine Leuchtspur nicht berücksichtigt. Zum ersten Mal wurde die Patrone im Februar 2004 auf der ShotShow-2004 in Las Vegas gemeinsam mit dem Steyr HS .50 vorgestellt.
Die Patrone wurde 2002 von Horst Grillmayer entworfen, während das Projektil von Guido Wasser stammt. Die Produktion wurde etwa 2004 gemeinsam mit dem Steyr HS .460 aufgenommen.

Die Munition wurde für Präzisionsgewehre für Sportschützen entwickelt, wobei der Fokus auf der langen Reichweite sowie der Umgehung des Kalibers 12,7 × 99 mm NATO (.50 BMG) lag, dessen Verwendung in vielen europäischen Staaten für nicht behördliche Zwecke verboten ist. Die Munition kann auch für im Ausland eingesetzten Armeen von Interesse sein, denen bei friedenserhaltenden Einsätzen der Einsatz von Munition im Kaliber 12,7 mm verboten wurde.
Im deutschen Nationalen Waffenregister (NWR) wird die Patrone unter Katalognummer 1702 ohne weitere Synonyme geführt.

## Aufbau
Die .460 Steyr Patrone ähnelt in ihrer Außenform stark Patronen im Kaliber 12,7 × 99 mm, besitzt jedoch eine kürzere Hülse und einen engeren Patronenhals, was zu einem erhöhten Gasdruck führt. Die ballistischen Eigenschaften der .460 Steyr und der 12,7 × 99 mm sind dabei weitgehend ähnlich.
Die Munition ist ebenso vergleichbar mit anderen Spezialpatronen wie der .408 Chey Tac oder der .416 Barrett, welche auch als Spezialkaliber für Präzisionsgewehre entwickelt wurden, um auf lange Distanz wirken zu können.

## Aktuelle Rechtslage
Obwohl die Patrone extra als legale Umgehung der 12,7 × 99 mm konzipiert wurde, kann es trotzdem vorkommen, dass die Munition in manchen Staaten verboten ist. Als Beurteilungskriterium dient hier beispielsweise die Durchschlagskraft von Panzerstahl.

### Österreich
In Österreich wurde das Steyr HS .460 durch die Behörde als Panzerbüchse bzw. Kriegsmaterial klassifiziert. Nach § 1 Abs. 1 lit. b Kriegsmaterialverordnung sind Panzerbüchsen als Kriegsmaterial anzusehen. Littera d besagt, dass auch „Munition für Kriegsmaterial der lit. b.“ dem Kriegsmaterial zuzuordnen sind. Nach § 17 Waffengesetz 1996 ist der Erwerb, die Einfuhr, der Besitz, das Überlassen sowie das Führen von Kriegsmaterial verboten.
Für die Einstufung der Waffe wurde auch eine Beurteilung der Munition vorgenommen. Neben einer der 12,7 × 99 mm Munition vergleichbaren Geschossenergie (beide 15'000 Joule), wurde unter anderem der Durchmesser des Patronenbodens angeführt, der sowohl bei der 12,7 × 99 mm als auch bei der .460 Steyr Patrone 20,42 mm beträgt. Dieser erlaube angeblich ein schnelles Auswechseln der eingesetzten Munitionstypen.
In einem Verfahren beim Verwaltungsgerichtshof wurde in der Bescheidbeschwerde unter anderem bemängelt, dass die aus der Geschossenergie resultierende Durchschlagsleistung durch die Behörde nie überprüft, sondern nur als vergleichbar angenommen wurde. Weiters wurde angeführt, dass die angeblich leichte Möglichkeit zum wechseln einer Waffe von .460 Steyr zu 12,7 × 99 mm nur mit dem Austausch von Lauf und Verschluss erfolgen kann, was technisch jedoch unmöglich gemacht wurde.